# Jardins de Kerdalo
De Jardins de Kerdalo zijn een reeks van zeven tuinen rondom een herenhuis in de Franse gemeente Trédarzec in het departement Côtes-d'Armor aan de Bretonse noordkust. De tuinen vormen met elkaar een tuin in Engelse landschapsstijl. Ze werden vanaf 1965 aangelegd door de adellijke Russisch-Poolse kunstschilder Peter Wolkonsky, die naar Frankrijk was geëmigreerd. In 2007 werden ze op de lijst van historische monumenten geplaatst. De tuinen liggen in een vallei die langzaam afloopt naar de kustrivier Jaudy en beslaan in het totaal een oppervlakte van 18 hectare.

## Geschiedenis
In 1965 kocht Peter Wolkonsky het land waarop een oude boerderij stond met bijbehorende stallen, schuren en een boomgaard. Met hergebruikte materialen herbouwde hij de gevels en daken van de boerderij in de stijl van een oud herenhuis uit de 17e eeuw. Hij damde de beek door de vallei op verschillende plaatsen af en legde er vijvers en bekken aan. De bijgebouwen veranderde hij in paviljoens, grotten en fonteinen. Hij bestelde planten uit Engeland, Italië en van het zuidelijk halfrond, die zeer goed gedijden in het milde klimaat van Bretagne. De stormen van 1987 en 1999 veroorzaakten echter grote schade in de tuinen. Na de dood van Peter Wolkonsky in 1997 hebben zijn dochter Isabelle en haar man Timothy Vaughan de tuinen, die in de laatste jaren verwaarloosd waren, gerestaureerd en verder verzorgd. In 2021 kocht Christian Louboutin, een modeontwerper voor luxe schoenen en handtassen, het complex.

## Beschrijving
Vanaf de binnenplaats van het herenhuis kijkt men over een smeedijzeren balustrade neer op een omheinde formele tuin, aangelegd volgens de lijnen van de Italiaanse renaissance-tuin. Deze tuin bestaat uit een gazon met vier vierkante perken. Daaromheen liggen in het gras velden met plaveisel in een dambordpatroon. De perken zijn beplant met vaste planten en in het midden met een kunstig geknipte, ruitvormige buxushaag. Op de uiterste hoekpunten van de tuin staan twee natuurstenen paviljoens begroeid met blauweregen.
Boven het herenhuis bevinden zich, achter steunmuren, terrassen beplant met exotische planten. Van hieruit leidt een pad naar het hoogste deel van de vallei. Halverwege komt men langs een klein kanaal met een pagode. Hogerop groeien magnolia's en helemaal bovenaan liggen twee vijvers. Op de helling tegenover het herenhuis, in het zuidoosten van de vallei, ligt de zogenoemde 'gouden heide' (Frans: la lande dorée) en een grasveld te midden van apenbomen.
Ten zuiden van het herenhuis en de formele tuin is een bron gewijd aan de heilige Fiacrius, de beschermheilige van onder meer de tuinders. Van hieruit leiden paden in westelijke richting omlaag naar de rivier. Men passeert een grote en een kleine vijver, een bos met palmvarens, een beeld van een steigerend paard en de Italiaanse grot met schelpfiguren omringd door mammoetblad (Gunnera manicata). Om de grot te bereiken moet men een waterbekken met geplaveide treden oversteken. Helemaal onderaan is de rivier Jaudy met daartegenover, aan de andere oever, de jachthaven van Tréguier.
In het zuidelijk deel van de vallei bevinden zich een gemengd bos, een esdoornbos en een bereik met azalea's. In het uiterste noorden bevindt zich een stenen duiventoren uit de 17e eeuw.

## Afbeeldingen

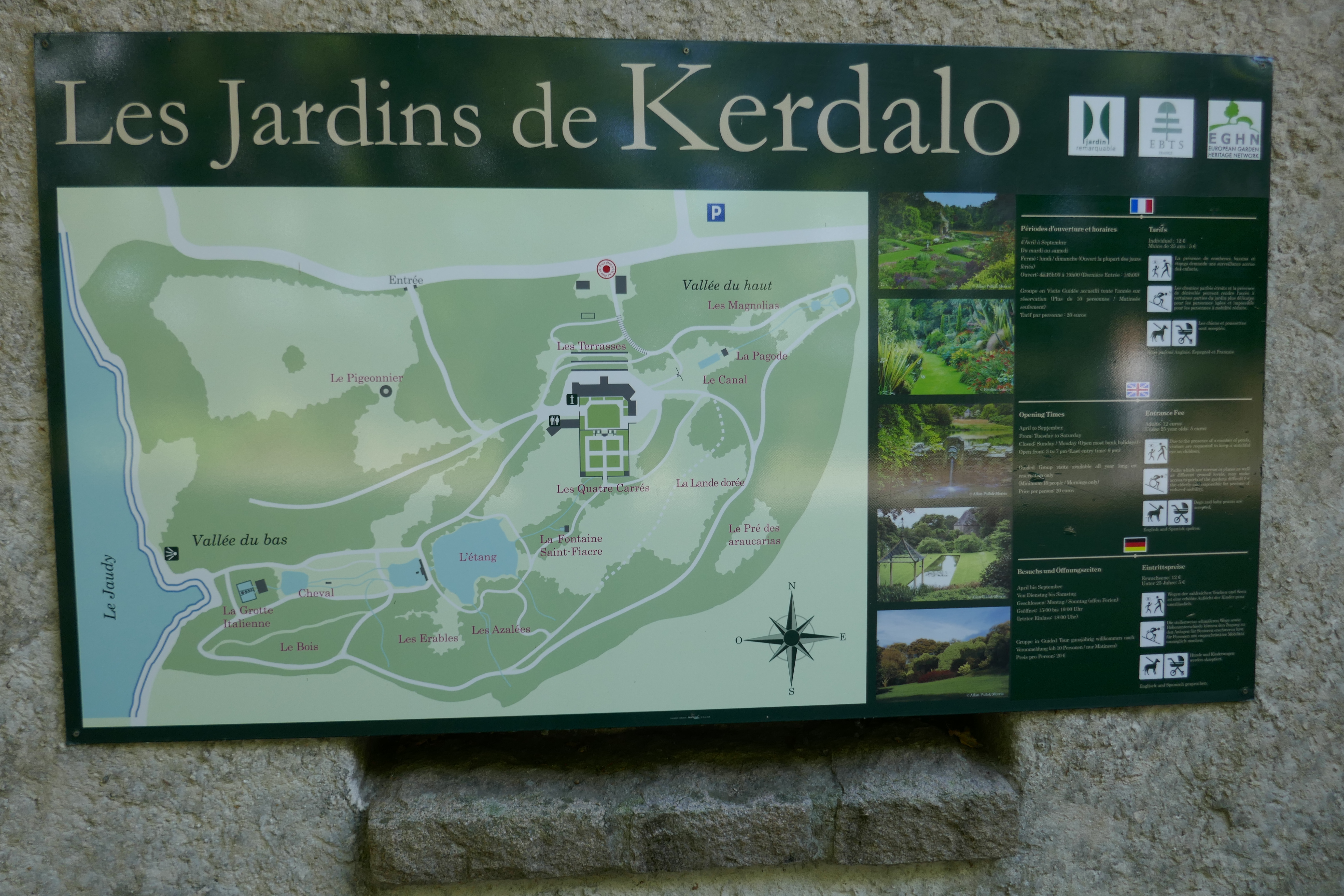
Kaart
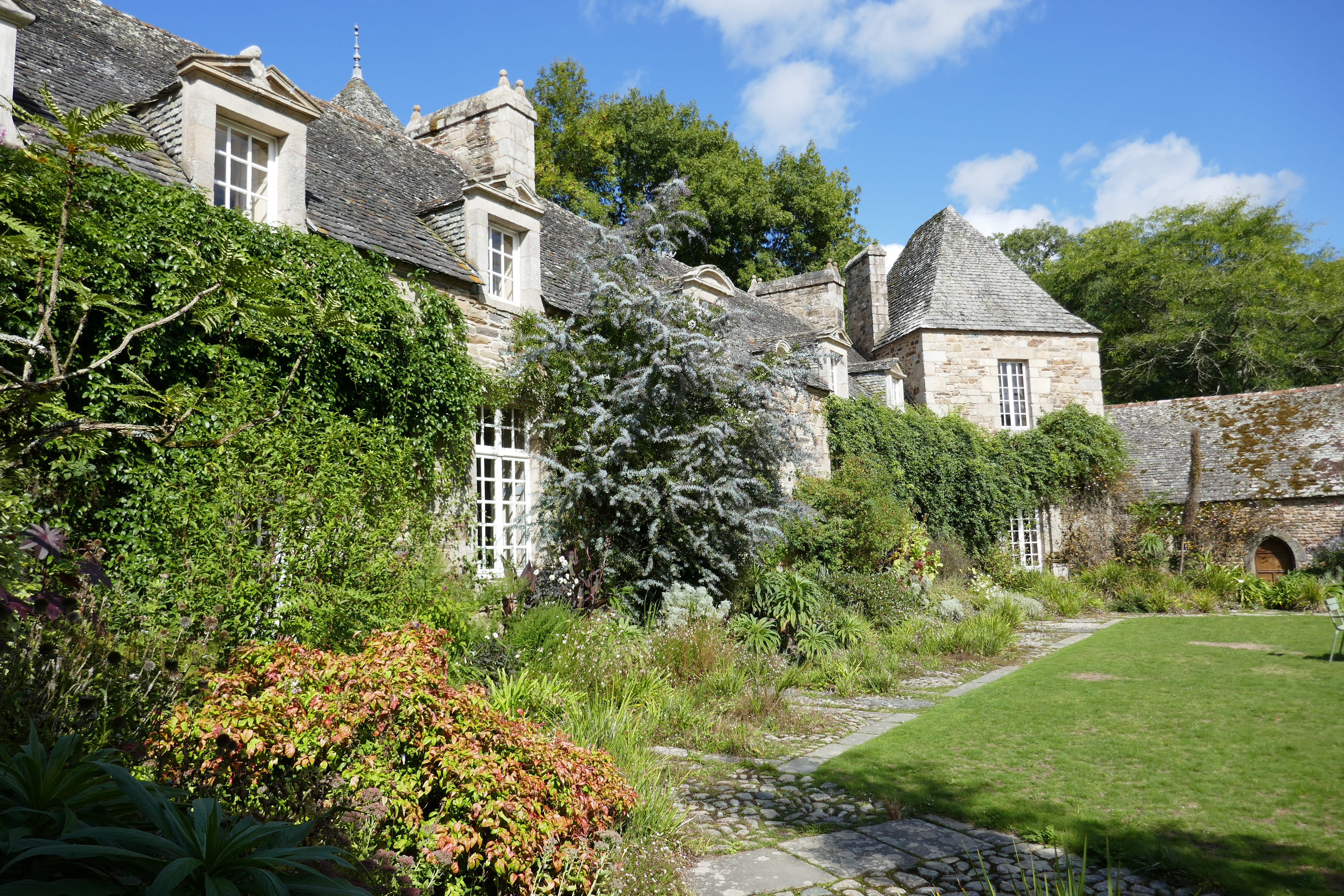
Herenhuis
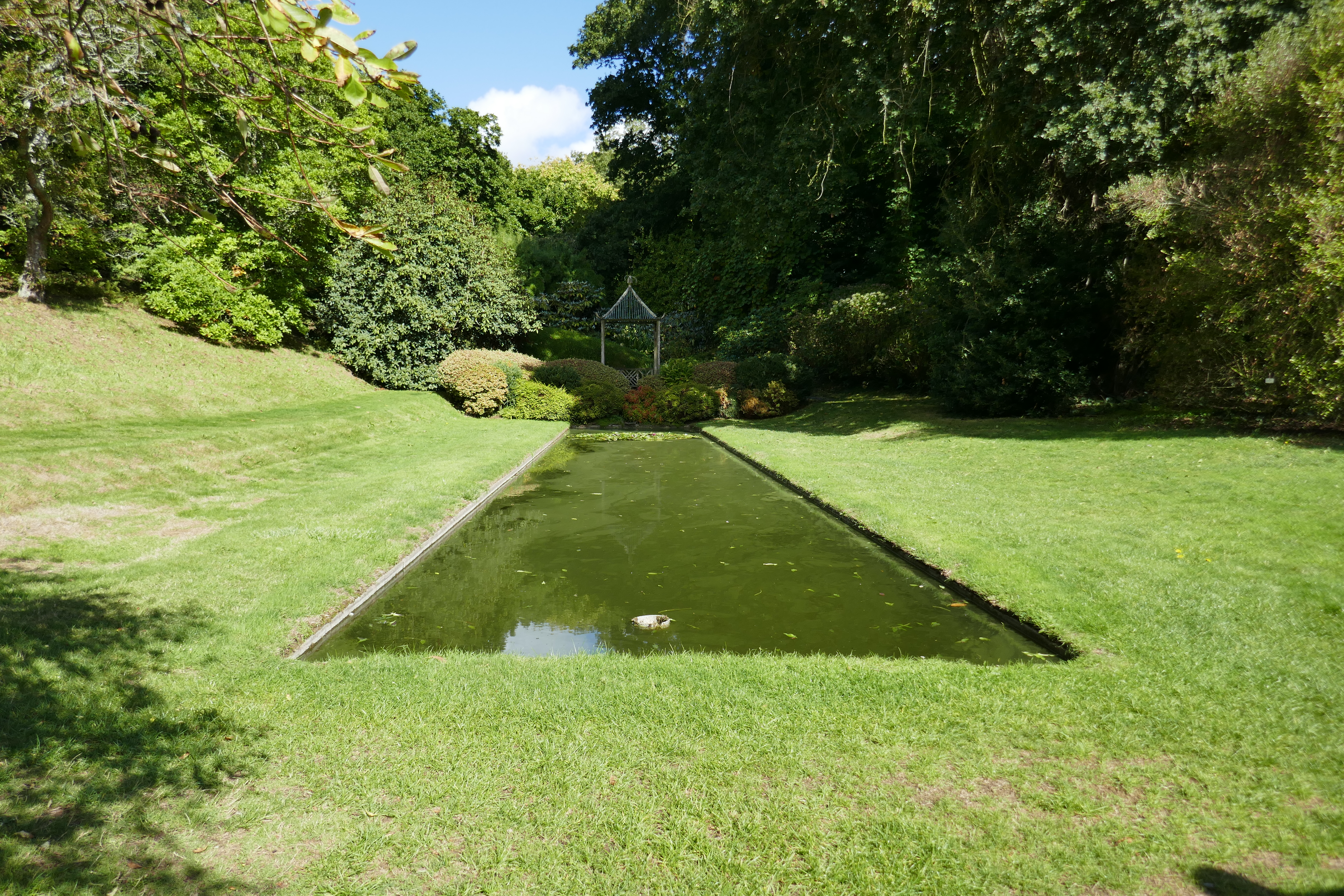
Kanaal en pagode
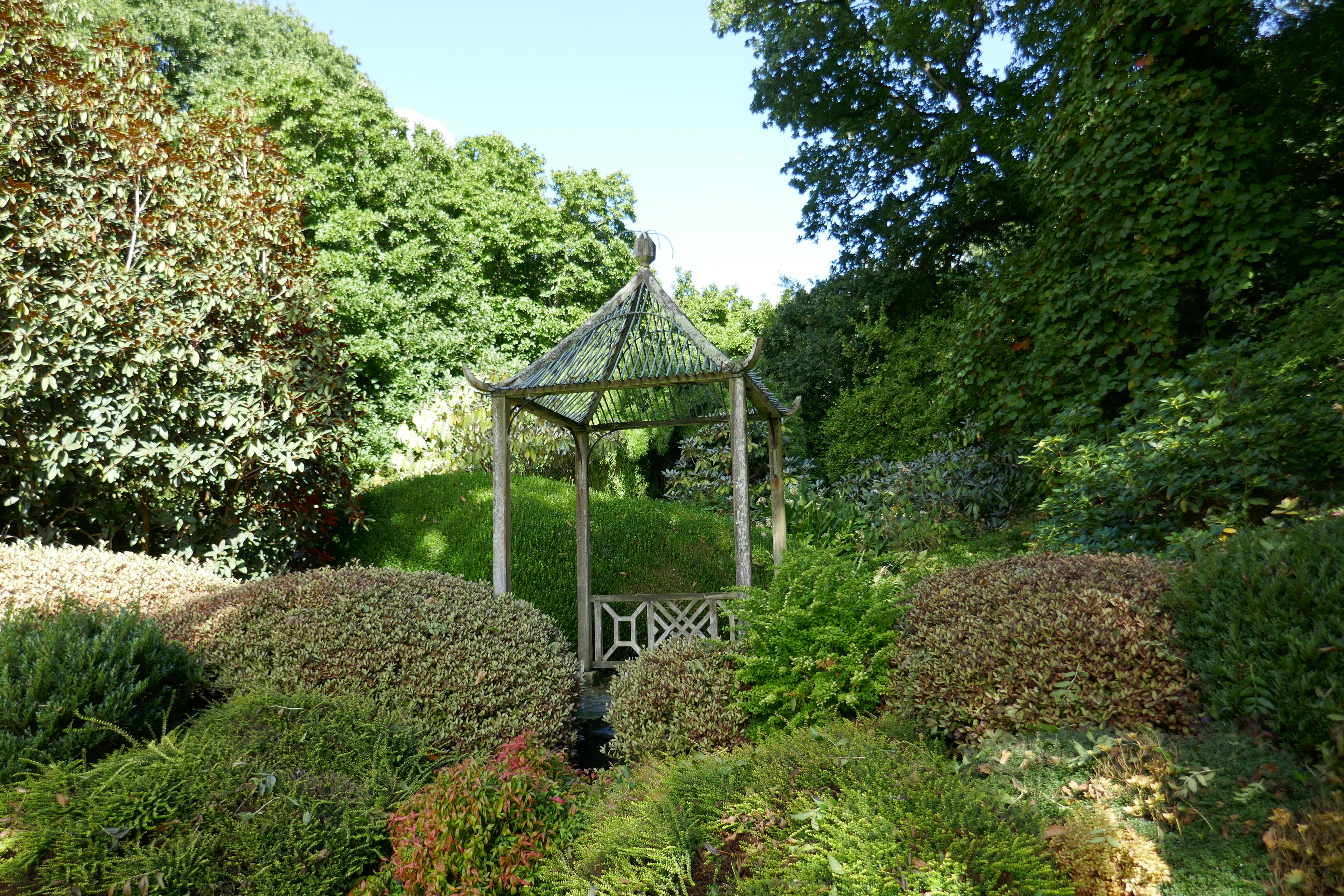
Pagode
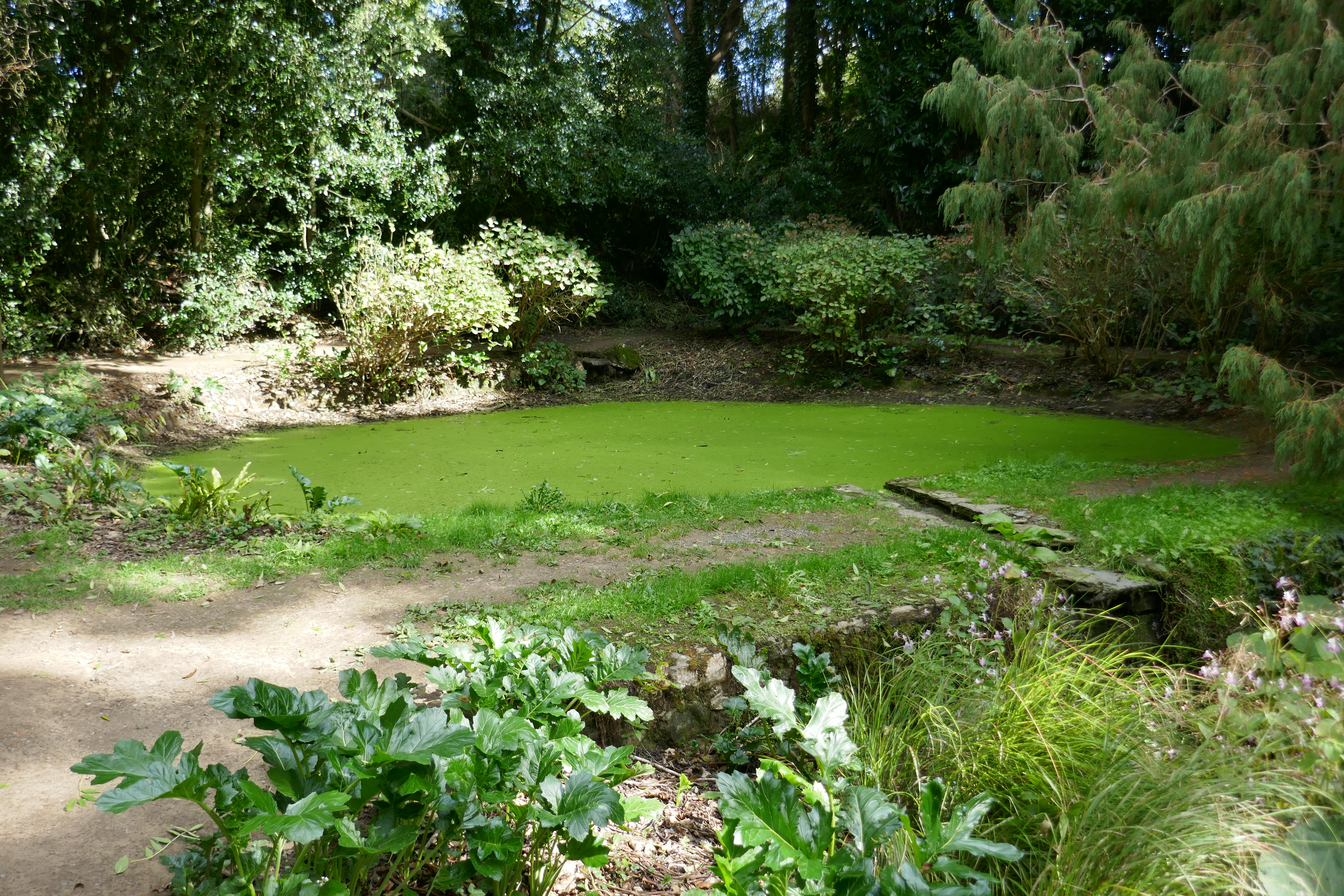
Bovenste vijver
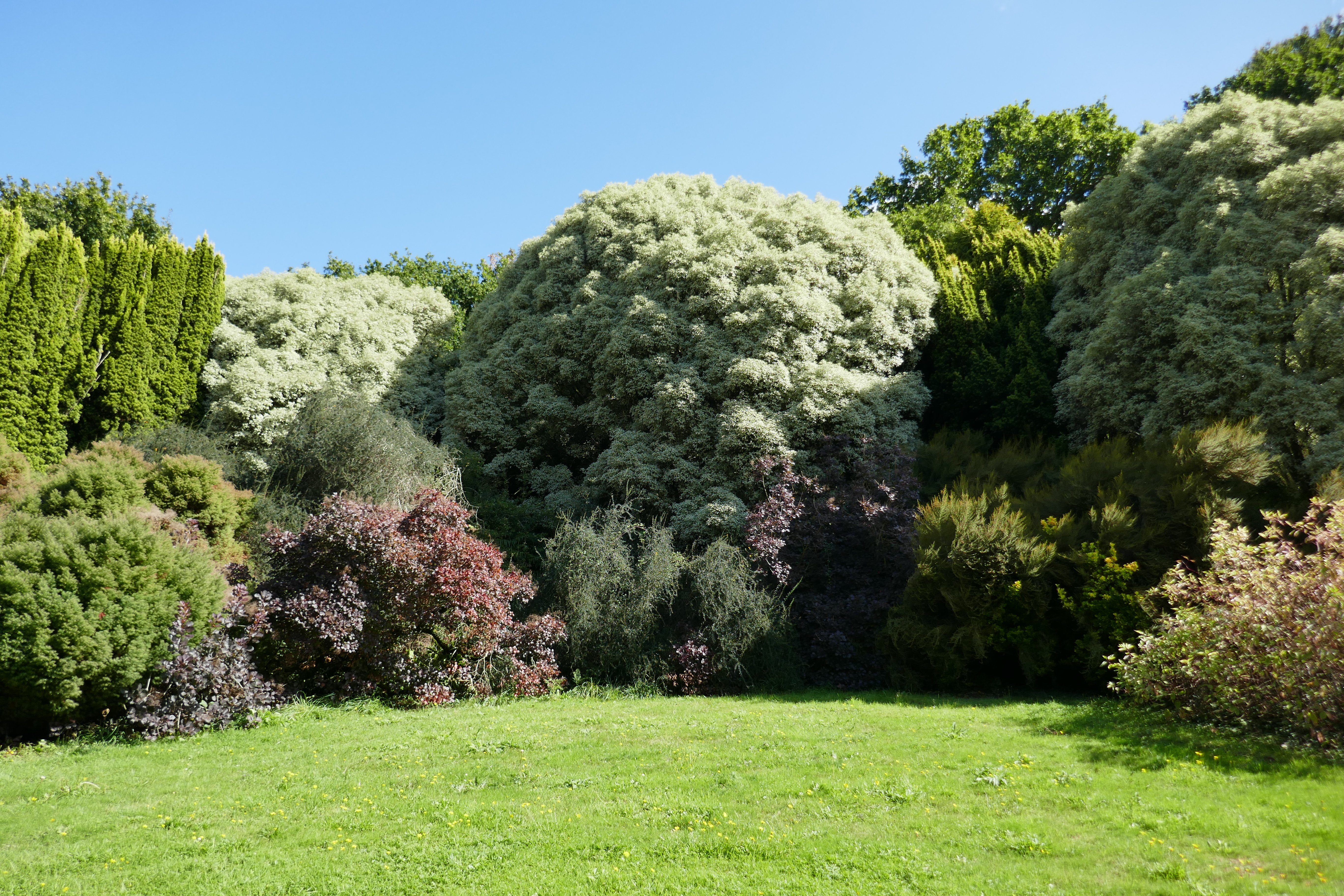
La lande dorée
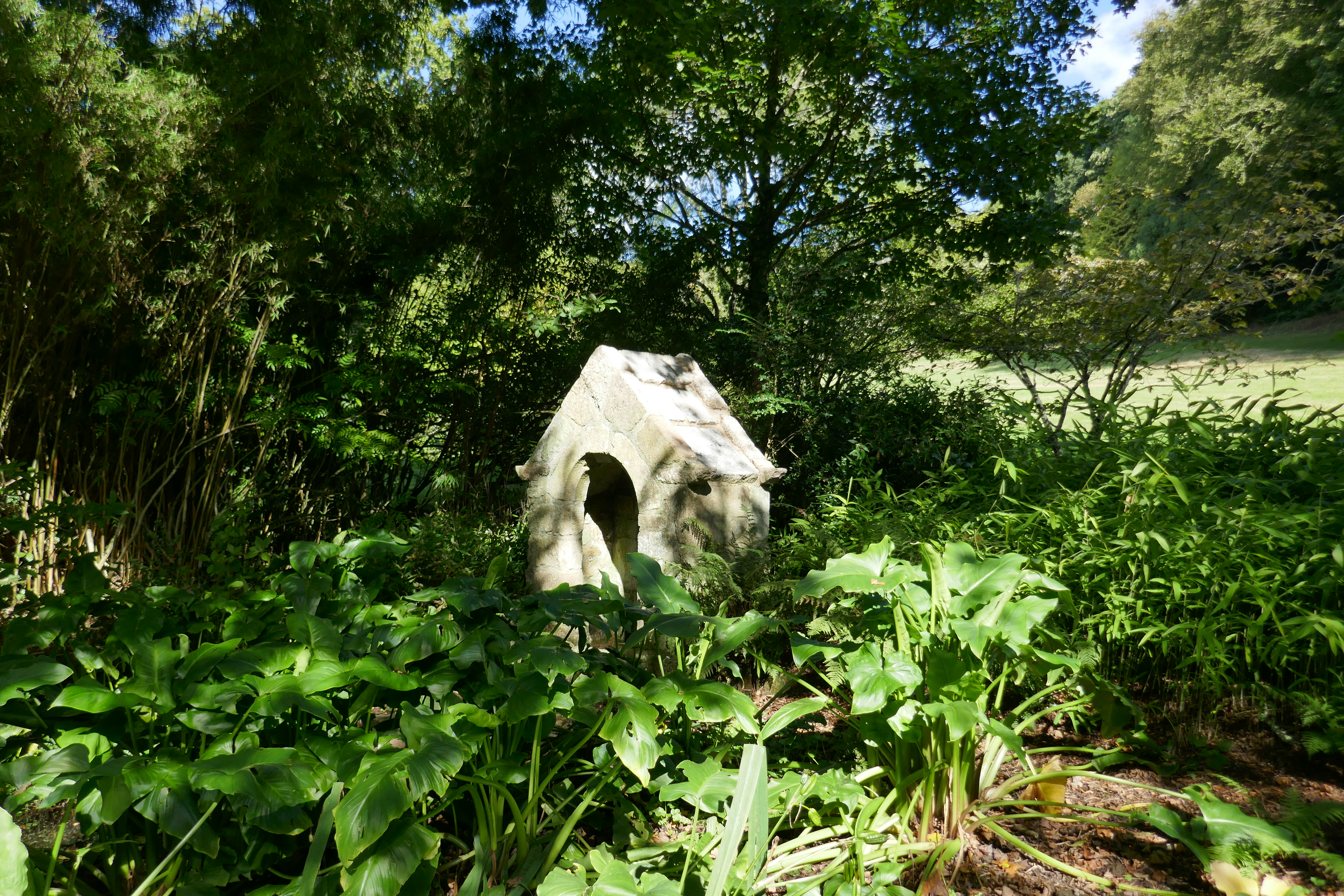
Bron gewijd aan de heilige Fiacrius
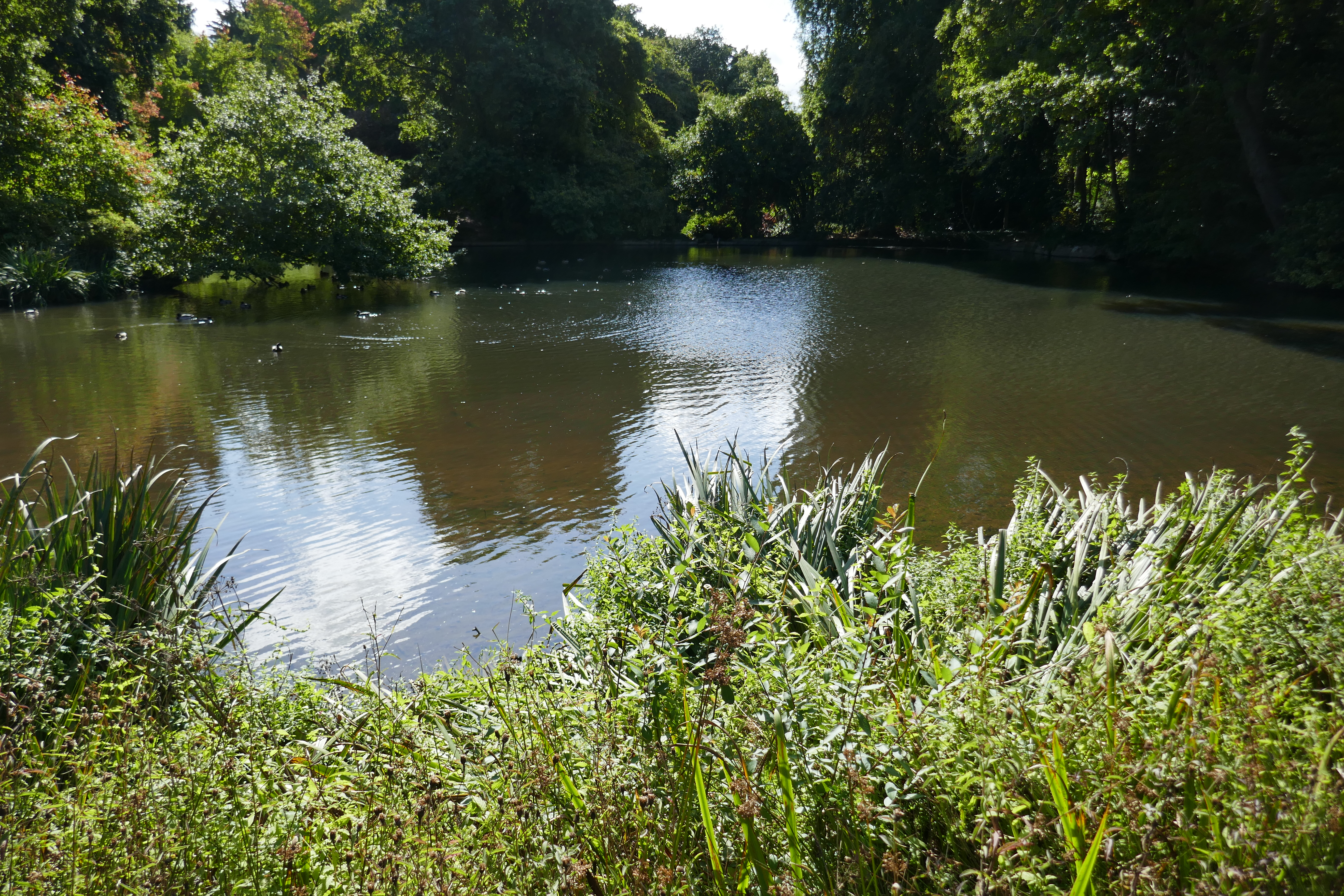
Grote vijver
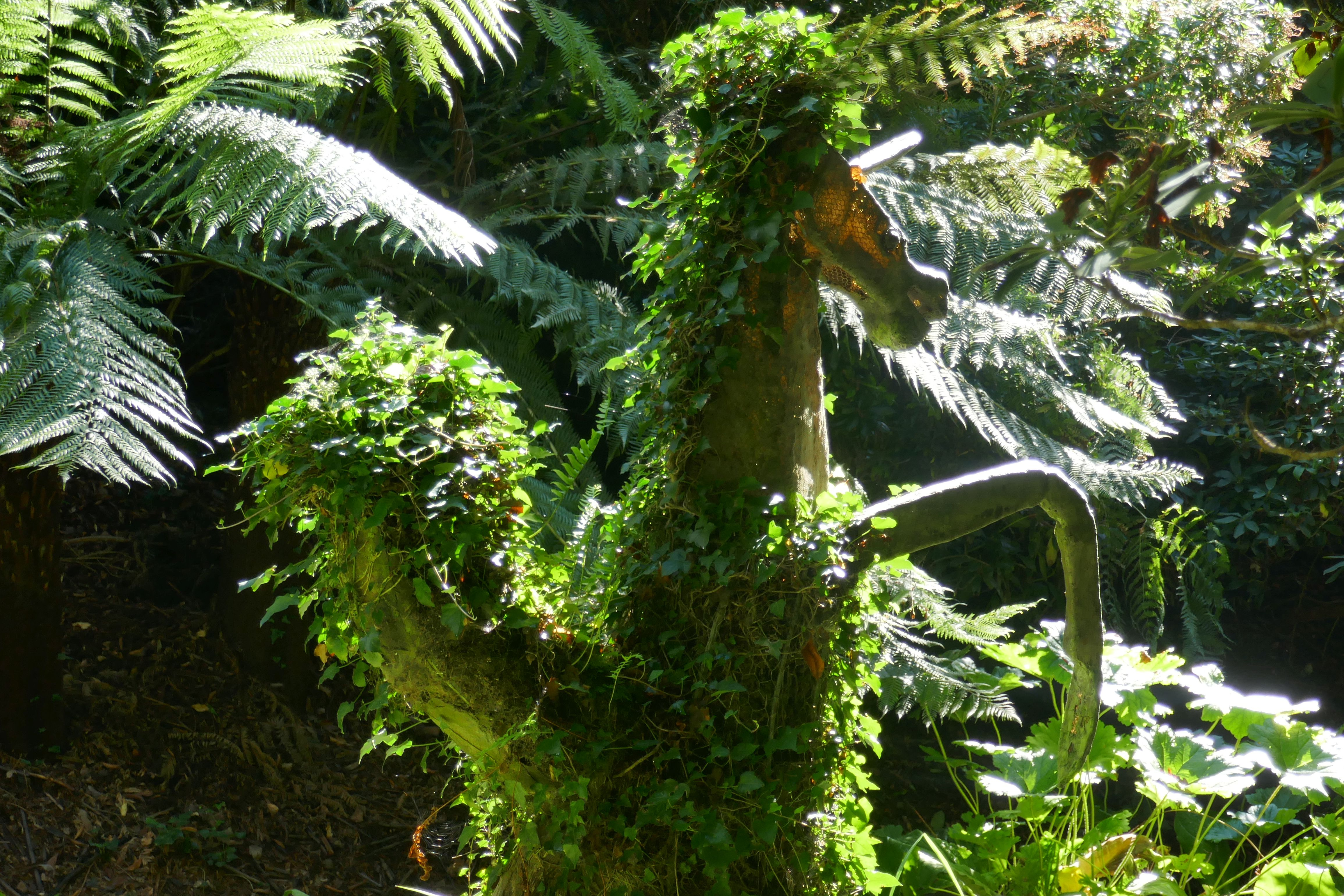
Beeld van een steigerend paard
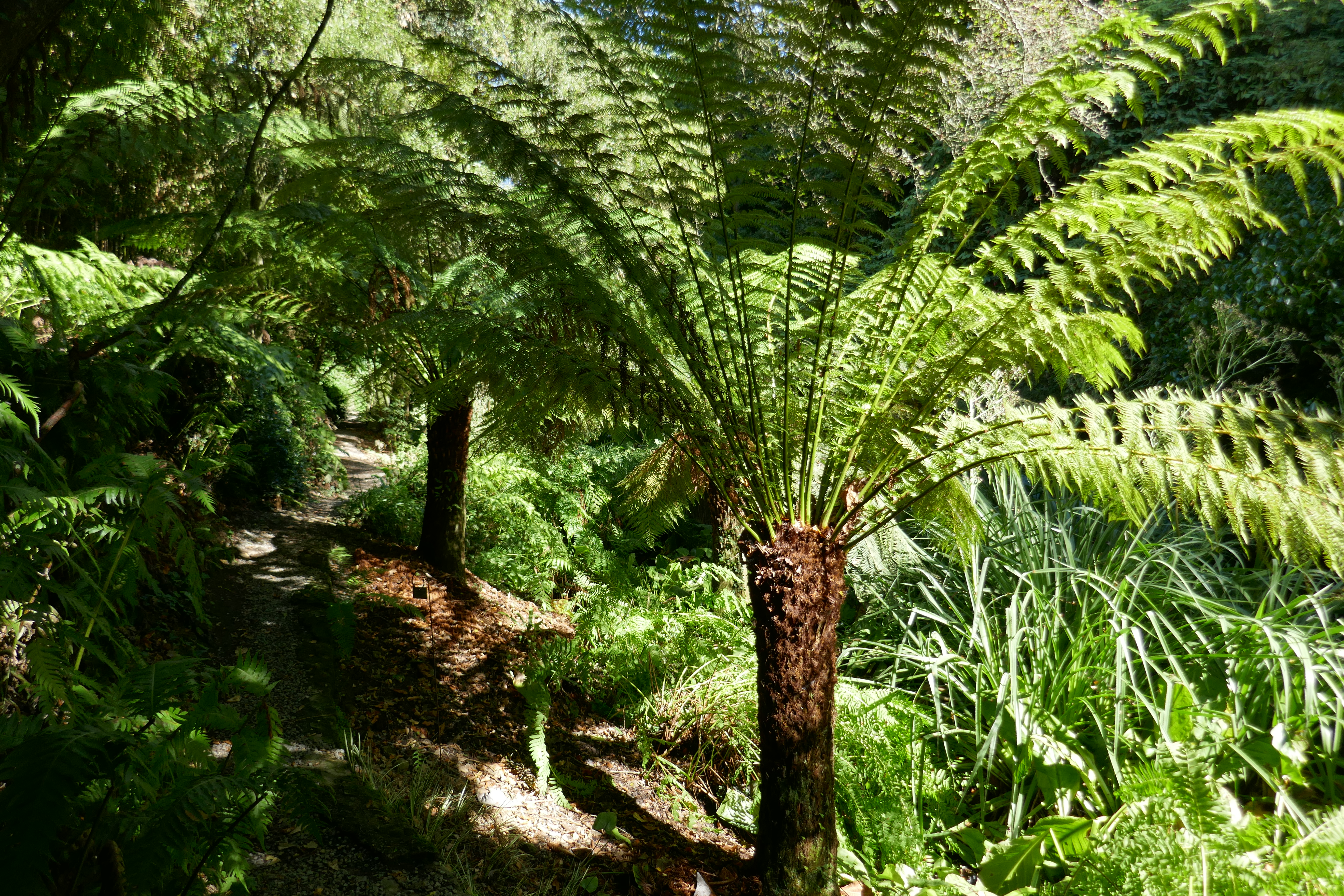
Palmvarens (Cycadales)
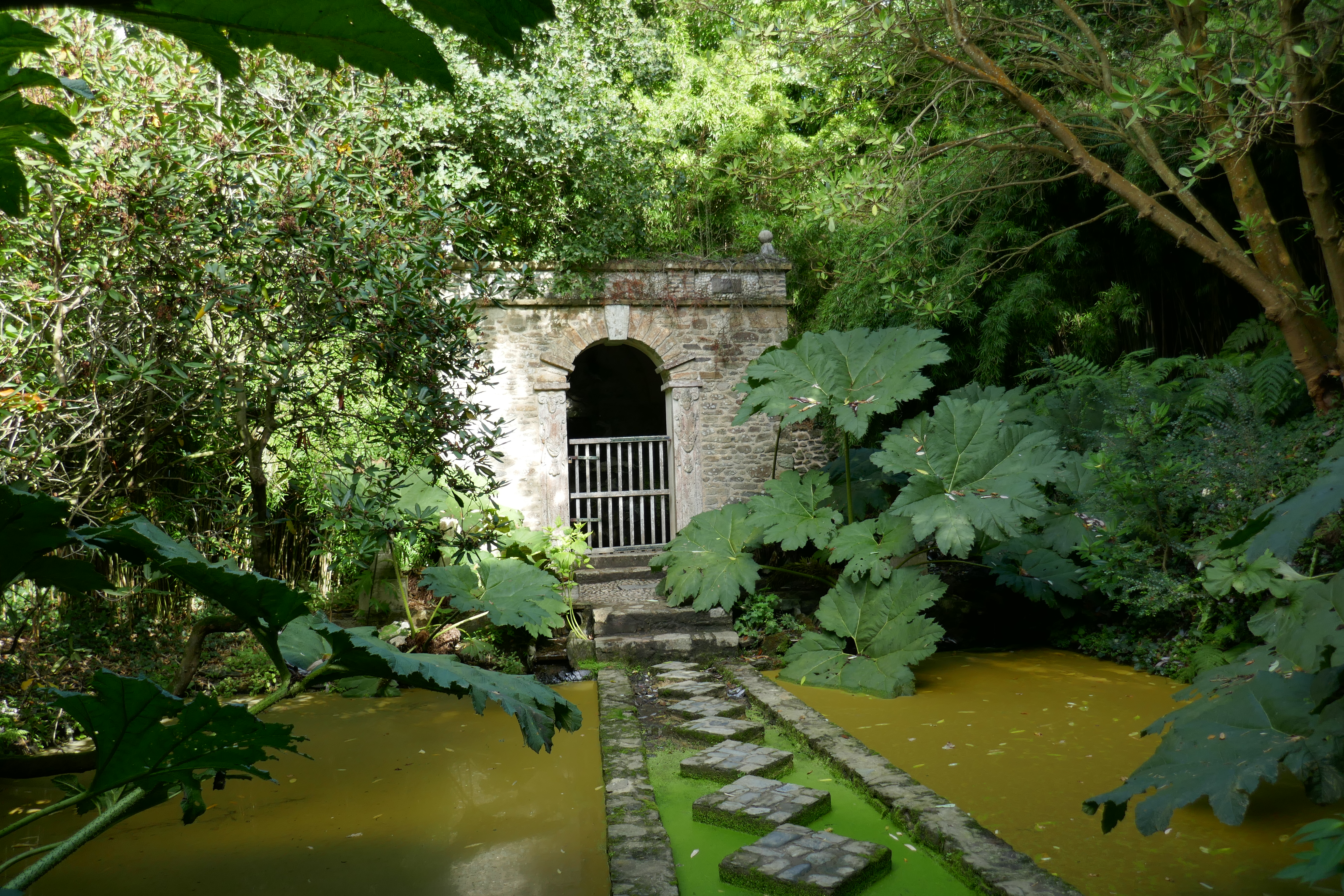
Italiaanse grot omgeven door mammoetblad
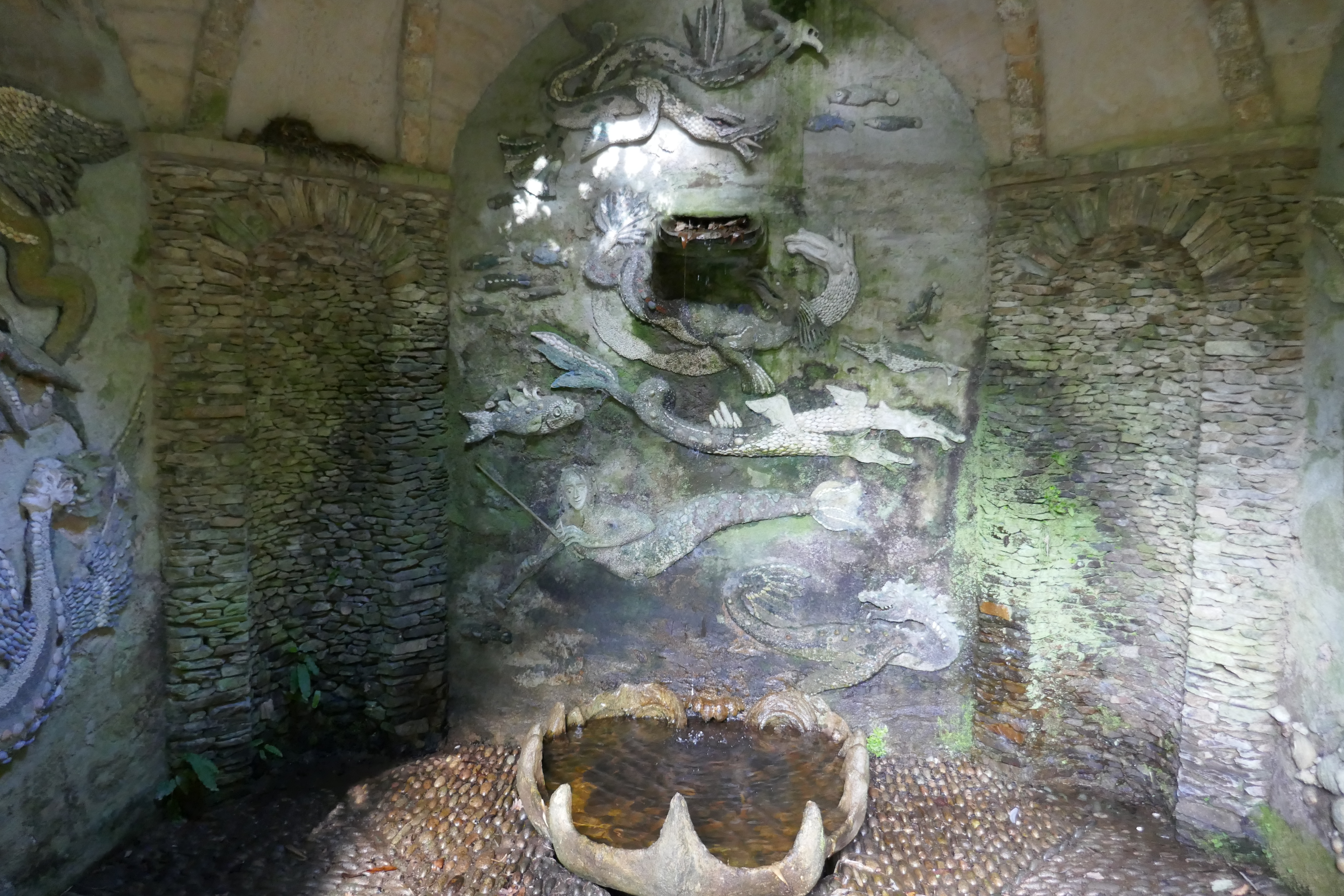
Interieur van de Italiaanse grot
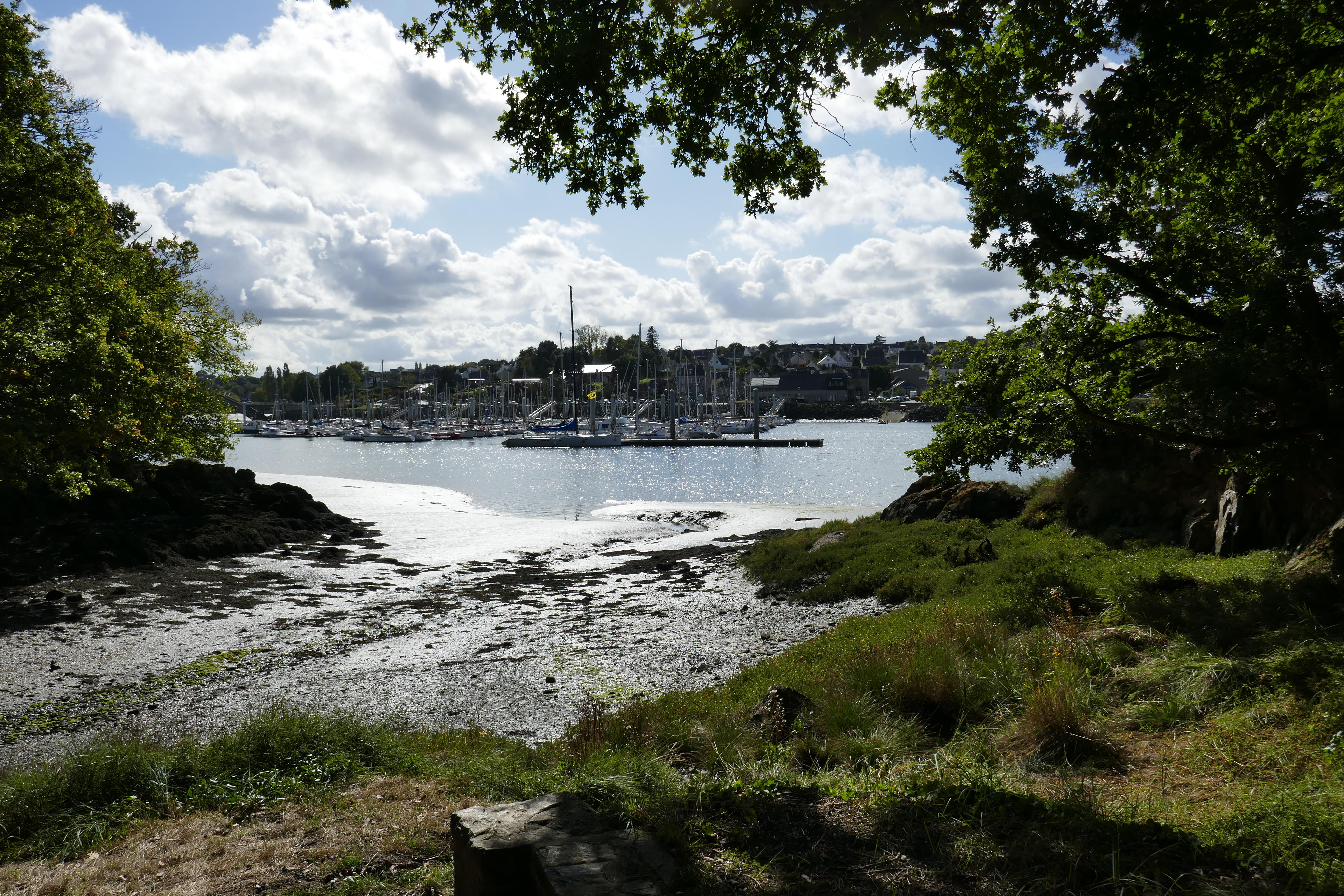
Oever van de rivier Jaudy